# In amore
In amore è un brano musicale scritto da Duchesca e Bruno Zambrini ed interpretato da Gianni Morandi e Barbara Cola, già corista del noto cantante pop italiano. Il brano è stato prodotto da Alessandro Blasetti.
La canzone è stata presentata al Festival di Sanremo 1995 ottenendo consensi e piazzandosi al secondo posto alle spalle di Come saprei di Giorgia. Il brano non è stato pubblicato come singolo ma è stato incluso negli album dei due artisti pubblicati quell'anno, Morandi e Barbara Cola.